# Список синглов № 1 в США в 2024 году (Billboard)

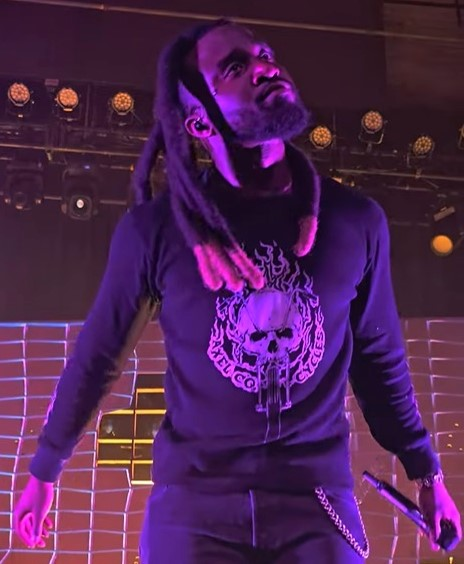
Shaboozey был лидером чарта 19 недель с синглом «A Bar Song (Tipsy)»

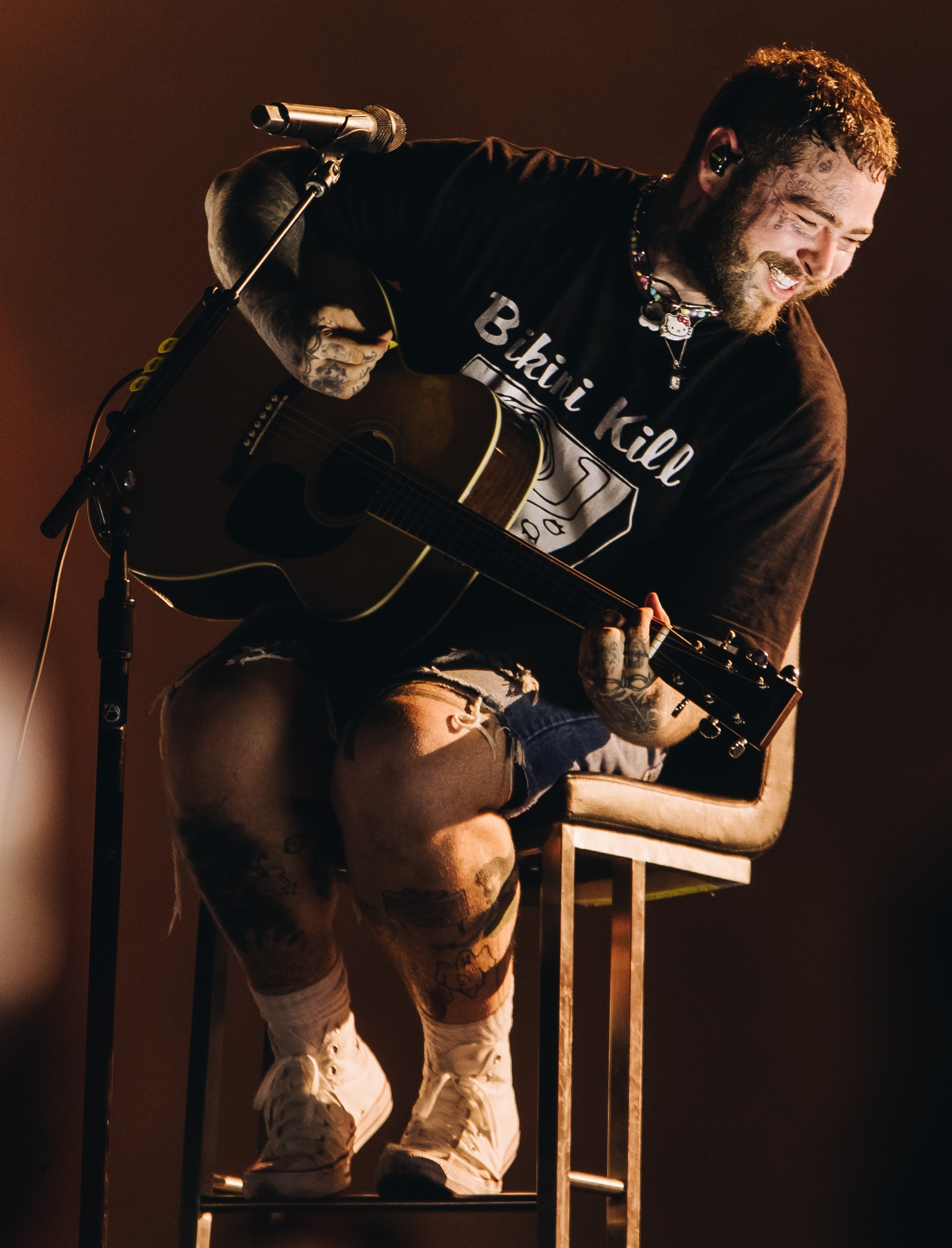
Post Malone возглавлял чарт 8 недель с синглами «Fortnight» (с Тейлор Свифт) и «I Had Some Help» (с Морганом Уолленом)

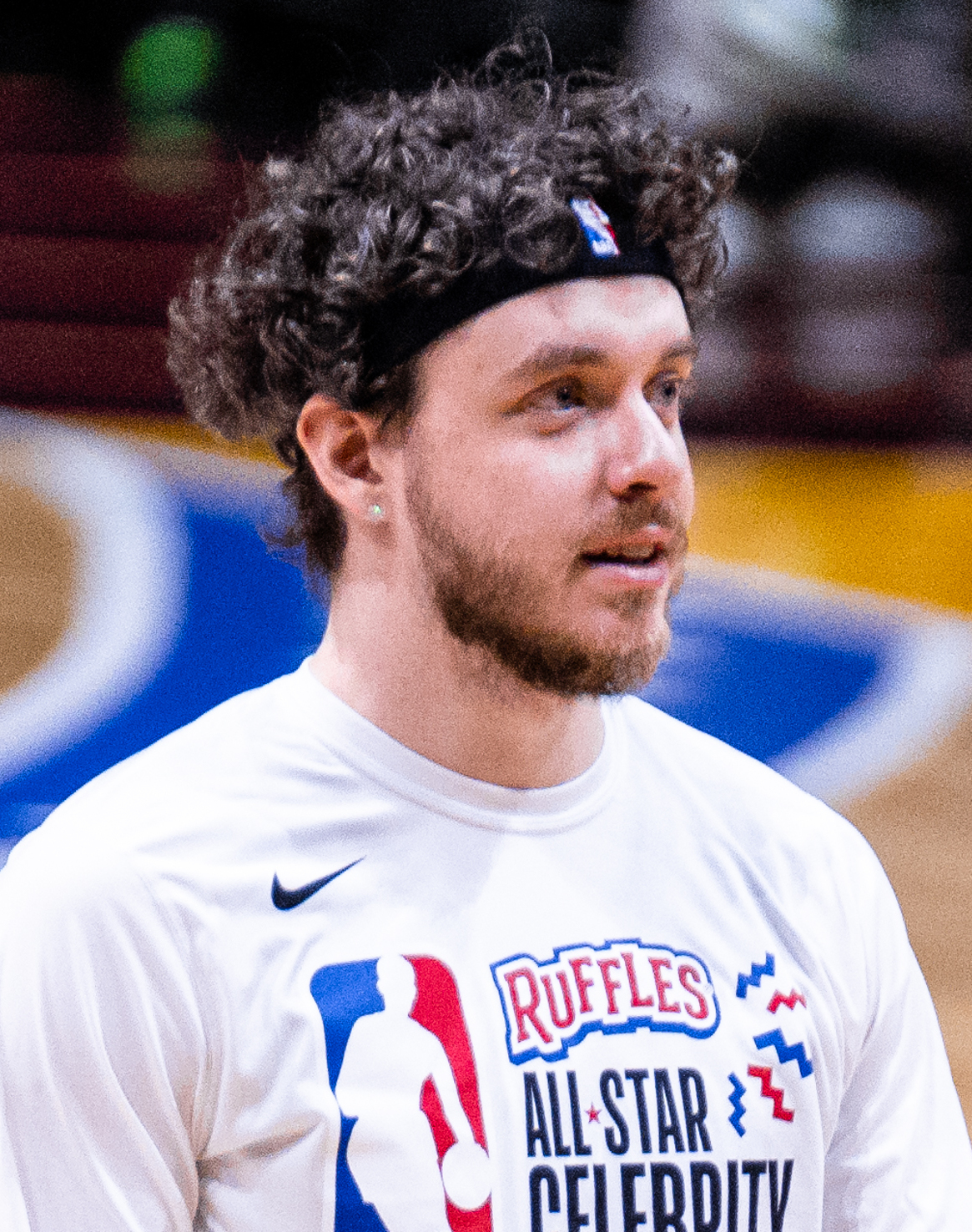
Песня «Lovin on Me» репэра Джека Харлоу пять недель возгалвляла хит-парад в 2024 году

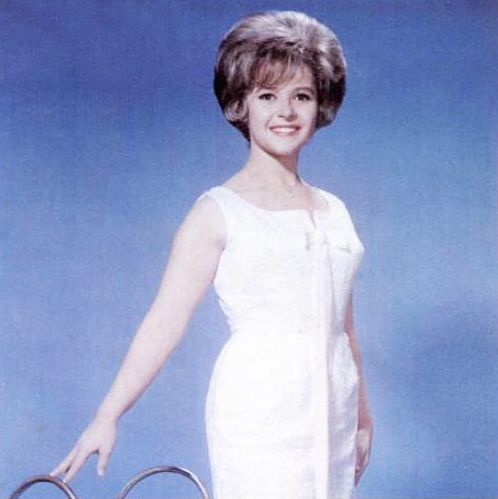
Бренда Ли стала самым пожилым 79-летним артистом во главе хит-парада за всю его историю с синглом «Rockin' Around the Christmas Tree», спустя 65 лет после дебюта

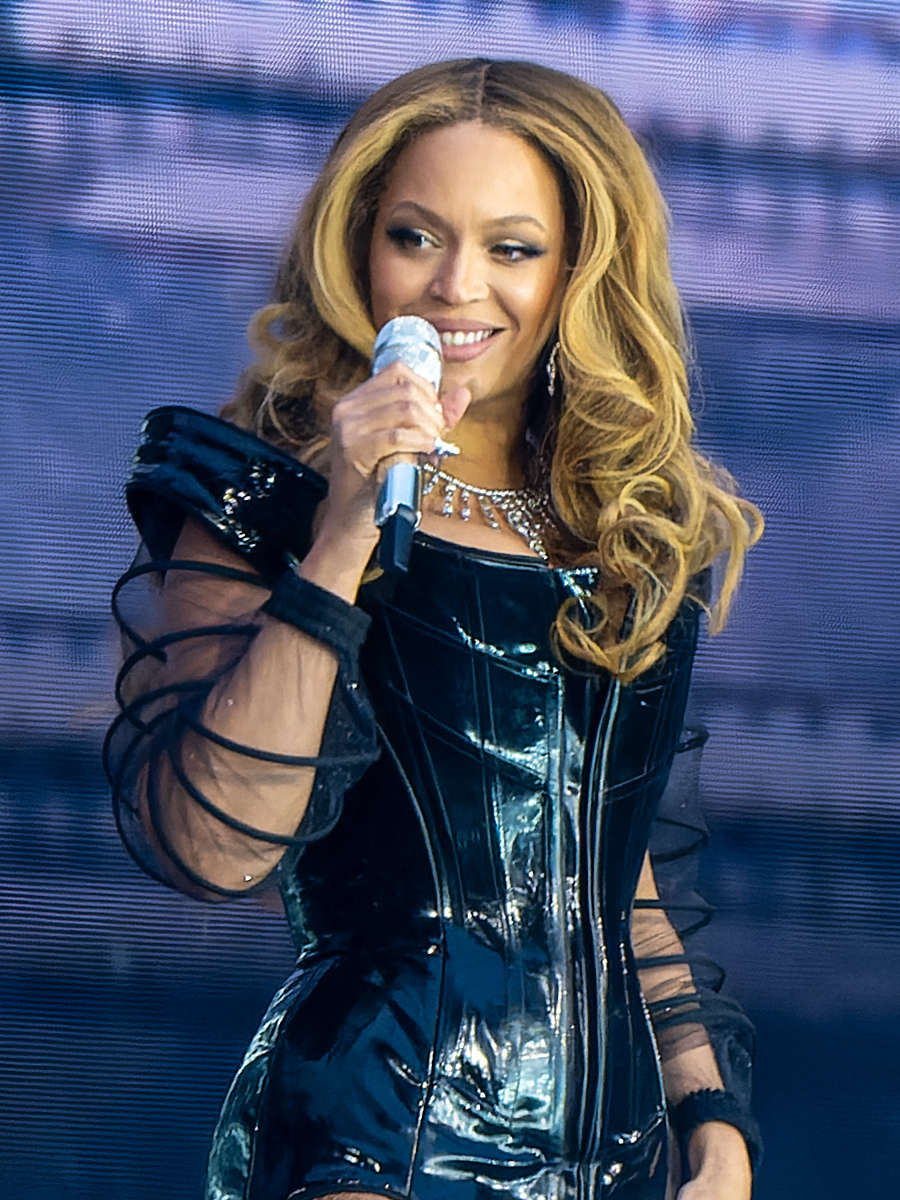
Бейонсе в 9-й раз возглавила чарт

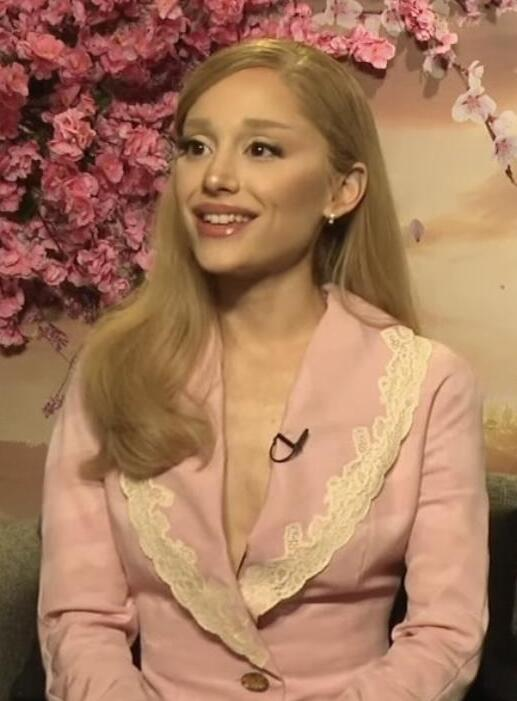
Ариана Гранде благодаря синглам «Yes, And?» и «We Can’t Be Friends (Wait for Your Love)» в 8-й и 9-й раз возглавила чарт

Список синглов № 1 в США в 2024 году включает синглы, возглавлявшие главный хит-парад Северной Америки по итогам каждой из недель 2024 года (данные становятся известны заранее, так как публикуются на неделю вперёд). В нём учитываются наиболее продаваемые синглы (песни) исполнителей США, как на физических носителях (лазерные диски, грампластинки, кассеты), так и в цифровом формате (mp3, просмотр видео, радиоэфиры, стриминг и другие). Составляется по данным службы Luminate (до марта 2022 — MRC Data, до 2020 года — Nielsen SoundScan), публикуется редакцией старейшего музыкального журнала США Billboard и поэтому называется Billboard Hot 100 («Горячая Сотня» журнала Billboard).

## История
- 6 января 2024 года хит-парад снова возглавила рождественская песня 1958 года «Rockin' Around the Christmas Tree» 79-летней американской певицы Бренды Ли, в сумме это 3-я неделя сингла на первом месте[5].
- 27 января чарт возглавил сингл «Yes, And?» певицы Ариана Гранде, её 8-й чарттоппер. Гранде написала и спродюсировала «Yes, And?» вместе с Максом Мартином и ILYA. Благодаря своему триумфу в Hot 100, Мартин вошел в историю, обойдя Джорджа Мартина по количеству первых мест в чарте среди продюсеров — 24. Макс Мартин также сравнялся с Джоном Ленноном по количеству первых песен в Hot 100 среди авторов — по 26, уступив лишь Полу Маккартни — 32[6].
- 23 марта на пером месте дебютировал сингл «We Can’t Be Friends (Wait for Your Love)» певицы Ариана Гранде, её 9-й чарттоппер и 7-й дебютный. Продюсер и соавтор песни Макс Мартин вышел на второе место по числу чарттопперов (27) среди авторов и опередил Джона Леннона[7].
- 30 марта на первое место поднялся сингл «Lose Control» американского певца Тедди Свимса. Кроме того, войдя в историю, песня завершает свое восхождение на вершину Hot 100 на 32-й неделе — это самый длинный путь к № 1 по количеству недель в чарте для сольной мужской песни за всю 65-летнюю историю списка[8].
- 6 апреля на первом месте дебютировал дисс-сингл «Like That» американских рэперов Фьючера (его 3-й чарттоппер), Metro Boomin (его 1-й номер один как исполнителя, но 3-й как автора и продюсера) и Кендрика Ламара (3-й чарттоппер)[9].
- 27 апреля на первое место поднялся сингл «Too Sweet» ирландского фолк-рок музыканта Hozier (его 1-й чарттоппер). Он также возглавляет рок-чарты Hot Rock & Alternative Songs chart, Hot Rock Songs и Hot Alternative Songs. В Hot 100 он стал 5-м хитом из Ирландии на первом месте в США после «Nothing Compares 2 U» (1990, четыре недели № 1, Шинейд О’Коннор), «I Still Haven’t Found What I’m Looking For» (1987, 2, U2), «With or Without You» (1987, 3, U2) и «Alone Again (Naturally)» (1972, 6, Гилберт О’Салливан)[10].
- 4 мая на первом месте дебютировал сингл «Fortnight» американской певицы Тейлор Свифт (её 12-й чарттоппер) при участии рэпера Post Malone. Кроме того, все первые 14 мест чарта заняли песни Свифт (новый рекорд с начала истории хит-парада с 1958 года) с её нового альбома The Tortured Poets Department, также дебютировавшего на первом месте[11]. В следующую неделю (11 мая) сингл и альбом остались на первых местах, а в Hot 100 ворвались три новых сингла: № 2 — «Million Dollar Baby» (Tommy Richman); № 3 — «A Bar Song (Tipsy)» (Shaboozey, 27→3); № 4 «Espresso» (Сабрина Карпентер, 22→4)[12].
- 18 мая на первом месте дебютировал дисс-хит «Not Like Us» рэпера Кендрика Ламара[13]. 20 июля сингл вернулся на первое место чарта и это произошло спустя 9 недель. Ранее только две непраздничные песни имели больший разрыв времени (по девять недель) между датами их лидерства на первом месте в Hot 100: «Vampire» Оливии Родриго в 2023 году и «Wrecking Ball» Майли Сайрус в 2013 году[14].
- 25 мая на первом месте дебютировал сингл «I Had Some Help» американских певцов Post Malone и Моргана Уоллена, их 6-й и 2-й чарттопперы, соответственно[15].
- 13 июля первое место занял сингл «A Bar Song (Tipsy)» кантри-музыканта Shaboozey[16], который (к 26 октября) лидировал в Hot 100 с перерывом 15 недель (одновременно он лидировал 19 недель в Hot Country Songs, 13 недель в Radio Songs, а ранее был 9 недель в Streaming Songs и 14 недель возглавлял Digital Song Sales)[17]. Сабрина Карпентер (в чарте 5 октября) установила рекорд, она пятую неделю подряд включает в топ-10 Hot 100 три песни из своего альбома Short n’ Sweet: «Espresso», «Please Please Please» и «Taste», став первой женщиной в 66-летней истории чарта, которой удалось добиться такого успеха. Она обошла Карди Би, которая в 2018 году четыре недели подряд имела три хита в топ-10[18] (в чарте 19 октября она продлила рекорд до 7 недель[19]). Всего было семь исполнителей, начиная с The Beatles, которые одновременно с тремя своими хитами («трипл», «трифекта») попадали в топ-10 Hot 100 в течение пяти и более недель подряд. Это Дрейк (9 недель подряд «трипл» в топ-10 в 2018 году), Карди Би (4, 2018). В целом, 50 Cent имеет самую длинную серию из трех и более одновременных своих хитов в топ-10 в Hot 100: в феврале-апреле 2005 года он с тремя (или четырьмя) хитами входил в топ-10 в течение 11 недель подряд. Но The Beatles сделали это первыми: в течение 10 недель подряд в чартах с 29 февраля по 2 мая 1964 года они пять недель подряд имели три хита в топ-10, три недели — четыре хита в топ-10 и два раза — пять хитов в топ-10. Кроме того, Карпентер, Джастин Бибер (10 недель, 2015—2016 годах) и Beatles — единственные исполнители, которым удалось добиться триумфального трифекта в топ-10 Hot 100 в течение пяти и более недель подряд без участия других исполнителей в их песнях[20].
- 2 ноября на первом месте дебютировал сингл «Love Somebody» кантри-певца Моргана Уоллена, его третий чарттоппер после «I Had Some Help» (2024) и «Last Night» (16 недель на № 1 в 2023 году)[21].
- 9, 16, 23 и 30 ноября на первое место вернулся сингл «A Bar Song (Tipsy)» певца Shaboozey (16—19-е его недели на первом месте). Одновременно он лидировал 20—23 недели в Hot Country Songs, 14—17 недель в Radio Songs, а ранее был 9 недель в Streaming Songs и 14 недель возглавлял Digital Song Sales[22]
- 7 декабря на первом месте дебютировал сингл «Squabble Up» рэпера Кендрика Ламара (его 5-й чарттоппер, третий за 2024 год после «Not Like Us» и «Like That»). При этом весь топ-5 заняли его песни, чем он достиг показателя, который ранее имели только Тейлор Свифт, Дрейк и The Beatles. Все они из альбома GNX (№ 2—5): «TV Off», «Luther», «Wacced Out Murals» и «Hey Now»[23].
- 14 декабря на первое место вернулся рождественский сингл «All I Want for Christmas Is You» певицы Мэрайи Кэри (в сумме 15-я неделя на вершине чарта). Песня «царит» в рекордный шестой праздничный сезон. Первоначально она была выпущена в альбоме Кэри Merry Christmas в ноябре 1994 года, а с развитием стриминга и появлением праздничной музыки в плейлистах стриминговых сервисов она впервые попала в топ-10 Hot 100 в декабре 2017 года и в топ-5 в праздничный сезон 2018 года. В последний раз, до этой недели, он лидировал во время праздников в 2019 (три недели), 2020 (две), 2021 (три), 2022 (четыре) и 2023 (две). Праздничными песнями наполнена половина топ-10 Hot 100, включая всю первую тройку. Ниже Кэри, Бренда Ли, которая поднимается на 15→2 с песней «Rockin' Around the Christmas Tree», которая провела три недели на первом месте в прошлом праздничном сезоне, достигнув вершины спустя 65 лет после выхода. Кроме того, песня Wham! «Last Christmas» из 1984 года подскочила на 18→3, это их новый максимум в Hot 100[24]

## Список синглов № 1
| Дата        | Песня                                      | Исполнитель                                                             | Ссылка          |
| ----------- | ------------------------------------------ | ----------------------------------------------------------------------- | --------------- |
| 6 января    | «Rockin' Around the Christmas Tree»        | Бренда Ли                                                               | [ 5 ] [ 25 ]    |
| 13 января   | «Lovin on Me»                              | Джек Харлоу                                                             | [ 26 ] [ 27 ]   |
| 20 января   | «Lovin on Me»                              | Джек Харлоу                                                             | [ 28 ] [ 29 ]   |
| 27 января   | «Yes, And?»                                | Ариана Гранде                                                           | [ 6 ] [ 30 ]    |
| 3 февраля   | «Lovin on Me»                              | Джек Харлоу                                                             | [ 31 ] [ 32 ]   |
| 10 февраля  | «Hiss»                                     | Megan Thee Stallion                                                     | [ 33 ] [ 34 ]   |
| 17 февраля  | «Lovin on Me»                              | Джек Харлоу                                                             | [ 35 ] [ 36 ]   |
| 24 февраля  | «Lovin on Me»                              | Джек Харлоу                                                             | [ 37 ] [ 38 ]   |
| 2 марта     | «Texas Hold ’Em»                           | Бейонсе                                                                 | [ 3 ] [ 39 ]    |
| 9 марта     | «Texas Hold ’Em»                           | Бейонсе                                                                 | [ 40 ] [ 41 ]   |
| 16 марта    | «Carnival»                                 | ¥$: Канье Уэст и Ty Dolla Sign при участии Rich the Kid и Playboi Carti | [ 42 ] [ 43 ]   |
| 23 марта    | «We Can’t Be Friends (Wait for Your Love)» | Ариана Гранде                                                           | [ 7 ] [ 44 ]    |
| 30 марта    | «Lose Control»                             | Тедди Свимс                                                             | [ 8 ]           |
| 6 апреля    | «Like That»                                | Фьючер, Metro Boomin и Кендрик Ламар                                    | [ 9 ] [ 45 ]    |
| 13 апреля   | «Like That»                                | Фьючер, Metro Boomin и Кендрик Ламар                                    | [ 46 ] [ 47 ]   |
| 20 апреля   | «Like That»                                | Фьючер, Metro Boomin и Кендрик Ламар                                    | [ 48 ] [ 49 ]   |
| 27 апреля   | «Too Sweet»                                | Hozier                                                                  | [ 10 ] [ 50 ]   |
| 4 мая       | «Fortnight»                                | Тейлор Свифт при участии Post Malone                                    | [ 11 ] [ 51 ]   |
| 11 мая      | «Fortnight»                                | Тейлор Свифт при участии Post Malone                                    | [ 12 ] [ 52 ]   |
| 18 мая      | «Not Like Us»                              | Кендрик Ламар                                                           | [ 53 ] [ 13 ]   |
| 25 мая      | «I Had Some Help»                          | Post Malone при участии Моргана Уоллена                                 | [ 15 ] [ 54 ]   |
| 1 июня      | «I Had Some Help»                          | Post Malone при участии Моргана Уоллена                                 | [ 55 ] [ 56 ]   |
| 8 июня      | «I Had Some Help»                          | Post Malone при участии Моргана Уоллена                                 | [ 57 ] [ 58 ]   |
| 15 июня     | «I Had Some Help»                          | Post Malone при участии Моргана Уоллена                                 | [ 59 ] [ 60 ]   |
| 22 июня     | «I Had Some Help»                          | Post Malone при участии Моргана Уоллена                                 | [ 61 ] [ 62 ]   |
| 29 июня     | «Please Please Please»                     | Сабрина Карпентер                                                       | [ 63 ] [ 64 ]   |
| 6 июля      | «I Had Some Help»                          | Post Malone при участии Моргана Уоллена                                 | [ 65 ] [ 66 ]   |
| 13 июля     | «A Bar Song (Tipsy)»                       | Shaboozey                                                               | [ 67 ] [ 16 ]   |
| 20 июля     | «Not Like Us»                              | Кендрик Ламар                                                           | [ 68 ] [ 14 ]   |
| 27 июля     | «A Bar Song (Tipsy)»                       | Shaboozey                                                               | [ 69 ] [ 70 ]   |
| 3 августа   | «A Bar Song (Tipsy)»                       | Shaboozey                                                               | [ 71 ] [ 72 ]   |
| 10 августа  | «A Bar Song (Tipsy)»                       | Shaboozey                                                               | [ 73 ] [ 74 ]   |
| 17 августа  | «A Bar Song (Tipsy)»                       | Shaboozey                                                               | [ 75 ] [ 76 ]   |
| 24 августа  | «A Bar Song (Tipsy)»                       | Shaboozey                                                               | [ 77 ] [ 78 ]   |
| 31 августа  | «A Bar Song (Tipsy)»                       | Shaboozey                                                               | [ 79 ] [ 80 ]   |
| 7 сентября  | «A Bar Song (Tipsy)»                       | Shaboozey                                                               | [ 81 ] [ 82 ]   |
| 14 сентября | «A Bar Song (Tipsy)»                       | Shaboozey                                                               | [ 83 ] [ 84 ]   |
| 21 сентября | «A Bar Song (Tipsy)»                       | Shaboozey                                                               | [ 85 ] [ 86 ]   |
| 28 сентября | «A Bar Song (Tipsy)»                       | Shaboozey                                                               | [ 87 ] [ 88 ]   |
| 5 октября   | «A Bar Song (Tipsy)»                       | Shaboozey                                                               | [ 89 ] [ 18 ]   |
| 12 октября  | «A Bar Song (Tipsy)»                       | Shaboozey                                                               | [ 90 ] [ 91 ]   |
| 19 октября  | «A Bar Song (Tipsy)»                       | Shaboozey                                                               | [ 92 ] [ 19 ]   |
| 26 октября  | «A Bar Song (Tipsy)»                       | Shaboozey                                                               | [ 93 ] [ 17 ]   |
| 2 ноября    | «Love Somebody»                            | Морган Уоллен                                                           | [ 94 ] [ 21 ]   |
| 9 ноября    | «A Bar Song (Tipsy)»                       | Shaboozey                                                               | [ 95 ] [ 96 ]   |
| 16 ноября   | «A Bar Song (Tipsy)»                       | Shaboozey                                                               | [ 97 ] [ 98 ]   |
| 23 ноября   | «A Bar Song (Tipsy)»                       | Shaboozey                                                               | [ 99 ] [ 100 ]  |
| 30 ноября   | «A Bar Song (Tipsy)»                       | Shaboozey                                                               | [ 101 ] [ 22 ]  |
| 7 декабря   | «Squabble Up»                              | Кендрик Ламар                                                           | [ 102 ] [ 23 ]  |
| 14 декабря  | «All I Want for Christmas Is You»          | Мэрайя Кэри                                                             | [ 103 ] [ 24 ]  |
| 21 декабря  | «All I Want for Christmas Is You»          | Мэрайя Кэри                                                             | [ 104 ] [ 105 ] |
| 28 декабря  | «All I Want for Christmas Is You»          | Мэрайя Кэри                                                             | [ 106 ]         |

### Комментарии
1. ↑  9 декабря 2023 года американская певица Бренда Ли стала самым пожилым артистом всех времён, возглавившим основной хит-парад в США (в возрасте 78 лет), когда сингл «Rockin' Around the Christmas Tree» (чей дебют был 1958 году) поднялся на первое место Hot 100. Одновременно с этим песня побила рекорд по продолжительности восхождения на первую строчку Hot 100 с момента выхода (65 лет), обогнав сингл Мэрайи Кэри 1994 года «All I Want for Christmas Is You» (25 лет), который на этой недели был на втором месте чарта[1]. Во вторую неделю лидерства Ли отметила свой день рождения и увеличила возрастной рекорд до 79 лет (она родилась 11 декабря 1944 года)[2].